# 小池正弘
小池 正弘（こいけ まさひろ、1913年（大正2年）8月12日 - 1968年（昭和43年）11月4日）は、日本の華族。日本陸軍の軍人。陸軍軍医中尉・男爵。男爵小池家3代当主。

## 略歴
- 1913年（大正2年）8月12日 - 男爵小池家2代当主・小池正晁の長男として、東京市小石川（現・東京都文京区小石川）に生れる。
- 陸軍軍医中尉
- 1941年（昭和16年）6月18日 - 父の正晁が死去する。
  - 8月1日、爵位を襲爵し男爵となる。
- 1947年（昭和22年） - 華族制度廃止で爵位を失効する。
- 1957年（昭和32年）11月9日 - 母の順子が死去する。
- 1961年（昭和36年）4月1日 - 妻の真砂子と離婚する。
- 1967年（昭和42年）11月4日 - 死去する。享年54

## 家族親族
- 祖父：小池正直 - 陸軍軍医総監、貴族院議員、男爵
- 祖父：瀬川昌耆 - 医学博士
- 父：小池正晁 - 医学博士、陸軍軍医総監、貴族院議員、男爵
- 長男：小池正毅 - 旧男爵小池家4代当主

## 参考資料
- 『平成新修旧華族家系大成』 編纂：霞会館華族家系大成編輯委員会 出版：霞会館

| 日本の爵位    | 日本の爵位                               | 日本の爵位        |
| ------------- | ---------------------------------------- | ----------------- |
| 先代 小池正晁 | 男爵 小池（正直）家第3代 1941年 - 1947年 | 次代 華族制度廃止 |